# Han Hye-kyung
Han Hye-kyung – południowokoreańska zapaśniczka w stylu wolnym. Brązowa medalistka mistrzostw Azji w 2013 roku.